# Sertão du Pernambouc
Le Sertão du Pernambouc est l'une des cinq mésorégions de l'État du Pernambouc. Elle regroupe 42 municipalités groupées en quatre microrégions.

## Microrégions
La mésorégion du Sertão du Pernambouc est subdivisée en quatre microrégions:
- Araripina
- Pajeú
- Salgueiro
- Sertão do Moxotó